# Johnny Weissmüller
Johnny Weissmüller, născut Peter Johann Weissmüller, (n. 2 iunie 1904, Freidorf, Austro-Ungaria (astăzi cartier al Timișoarei) - d. 20 ianuarie 1984, Acapulco, Mexic) a fost un sportiv și actor american de origine șvăbească.

## Biografie
Părinții săi, Petrus Weissmüller și Elisabeth Weissmüller născută Kersch, au emigrat în SUA, împreună cu fiul lor în vârstă de șapte luni. Johnny Weissmüller a susținut ulterior că s-ar fi născut în Windber (Pennsylvania), probabil pentru a fi selectat în lotul național de natație al SUA. Copil bolnăvicios, a fost sfătuit de un medic să se apuce de înot. Așa a ajuns de cinci ori campion olimpic la înot (1924 și 1928), deținătorul a 67 de recorduri mondiale și 52 de titluri naționale. A deținut recordurile la stilul liber la toate probele de la 100 de yarzi la jumătatea de milă și a fost primul care a înotat 100 m sub un minut.
A devenit celebru prin seria de filme Tarzan, ecranizări inspirate de romanele lui Edgar Rice Burroughs. Seria de filme a început la studiourile MGM, cu Tarzan the Ape Man (Tarzan omul-maimuță), în 1932.
Se povestește că în timpul revoluției cubaneze, pe când Johnny Weissmüller juca golf cu niște prieteni în Cuba, jucătorii s-au trezit înconjurați de revoluționari înarmați. Fără să-și piardă cumpătul, Weissmüller a lansat celebrul strigăt al lui Tarzan, iar soldații, recunoscându-l, au fost foarte încântați să escorteze grupul într-o zonă sigură.
Johnny Weissmüller a fost căsătorit de cinci ori.
A fost unul dintre cei mai buni înotători din lume în anii 1920.
Respectându-i-se dorința, la înmormântarea sa, coșciugul a fost coborât în groapă având ca fond sonor celebrul strigăt al lui Tarzan.
La ediția din 2012 a Jocurilor Olimpice, una dintre stațiile metroului londonez a purtat numele lui Johnny Weissmuller.

## Filmografie selectivă
- 1929: (Glorifying the American Girl) - regia Millard Webb și John W. Harkrider
- 1932: Tarzan omul maimuță (Tarzan the Ape Man) – regia W. S. Van Dyke
- 1934: Tarzan stăpânul junglei (Tarzan and His Mate) – regia Cedric Gibbons
- 1936: Fuga lui Tarzan (Tarzan Escapes) – regia Richard Thorpe
- 1939: Fiul lui Tarzan (Tarzan Finds a Son!) – regia Richard Thorpe
- 1941: Comoara lui Tarzan (Tarzan’s Secret Treasure) – Regia: Richard Thorpe
- 1942: Tarzan la New York (Tarzan’s New York Adventure) – regia Richard Thorpe
- 1943: (Tarzan's Desert Mystery) - regia Wilhelm Thiele
- 1943: Triumful lui Tarzan (Tarzan Triumphs) - regia Wilhelm Thiele
- 1945: Tarzan și amazoanele (Tarzan and the Amazons) - regia Kurt Neumann
- 1946: Tarzan și femeia-leopard (Tarzan and the Leopard Woman) -  regia Kurt Neumann
- 1947: Tarzan și vânătorii albi (Tarzan and the Huntress) - regia Kurt Neumann
- 1948: (Tarzan and the Mermaids) - regia Robert Florey
- 1948: Jim al junglei (Jungle Jim), regia William Berke

## Galerie

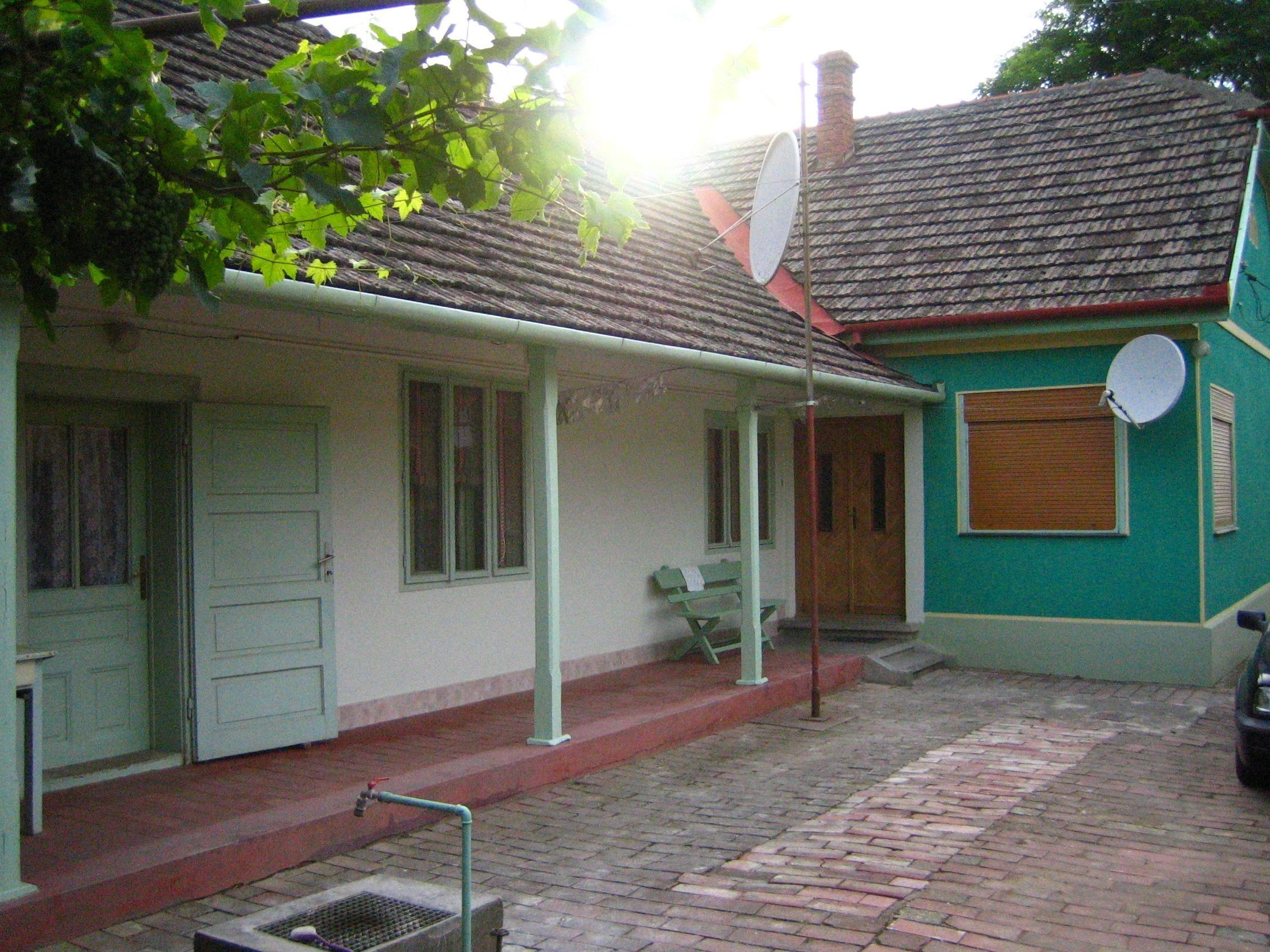
Casa părintească a lui Weissmüller din Freidorf, Timișoara
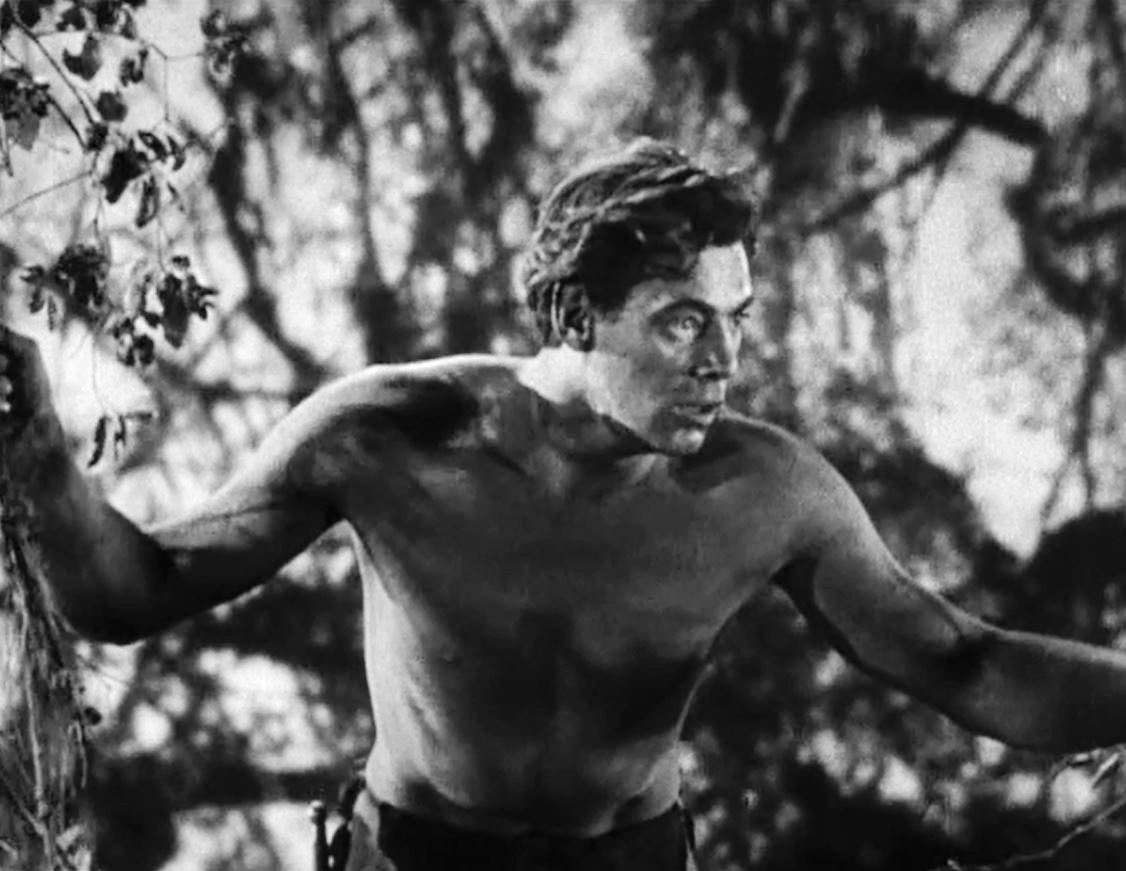
Weissmüller în rolul lui Tarzan în filmul Tarzan omul maimuță (1932)